# Diabelska przełęcz
Diabelska przełęcz (ang. Devil’s Knot) – amerykański film fabularny z 2013 roku w reżyserii Atoma Egoyana, powstały na podstawie powieści Devil's Knot: The True Story of the West Memphis Three z 2002 roku autorstwa Mary Leveritt. Wyprodukowany przez wytwórnię Image Entertainment. Główne role w filmie zagrali Reese Witherspoon, Colin Firth i Stephen Moyer. Film oparto na prawdziwych wydarzeniach.
Premiera filmu odbyła się 8 września 2013 podczas 38. Międzynarodowego Festiwalu Filmowego w Toronto. Osiem miesięcy później, 9 maja 2014, obraz trafił do kin na terenie Stanów Zjednoczonych.

## Fabuła
Akcja filmu rozgrywa się w latach 90. XX wieku w Arkansas. Zostają znalezione okaleczone zwłoki trzech chłopców. Podejrzenia padają na parających się okultyzmem trzech nastolatków. Opinia publiczna wydaje na nich wyrok jeszcze przed końcem procesu. Prywatny detektyw Ron Lax (Colin Firth) postanawia poszukać prawdy na własną rękę.

## Obsada
- Reese Witherspoon jako Pamela Hobbs
- Mireille Enos jako Vicki Hutcheson
- Colin Firth jako Ron Lax
- Dane DeHaan jako Chris Morgan
- Jet Jurgensmeyer jako Stevie Branch
- Brandon Spink jako Christopher Byers
- Paul Boardman Jr. jako Michael Moore
- Kevin Durand jako John Mark Byers
- Bruce Greenwood jako sędzia David Burnett
- Stephen Moyer jako John Fogelman
- Elias Koteas jako Jerry Driver
- Amy Ryan jako Margaret Lax
- Alessandro Nivola jako Terry Hobbs

## Odbiór

### Krytyka
Film Diabelska przełęcz spotkał się z mieszaną reakcją krytyków. W serwisie Rotten Tomatoes 24% z dziewięćdziesięciu dwóch recenzji filmu jest pozytywne (średnia ocen wyniosła 4,7 na 10). Na portalu Metacritic średnia ocen z 24 recenzji wyniosła 42 punkty na 100.